# Зокс, Ларри
Ларри (или Лоуренс) Зокс (англ. Larry / Lawrence Zox; 1937, Де-Мойн, штат Айова — 2006, Колчестер, штат Коннектикут) — американский художник-абстракционист.

## Жизнь и творчество
Ларри Зокс родился в Айове, в семье Оскара и Милдред Зокс. С юных лет жил в Нью-Йорке. С молодости вращался в кругу знаменитых артистов и художников, в богемной среде. Образование получил в университете штата Оклахома и в университете Дрейка (Де-Мойн). Живопись изучал в Художественном центре Де-Мойна, вместе с Георгом Грошем. Получал награды и гранты от фондов Гуггенхайма и Эстер/Адольфа Готлиб. Позднее работал в университете Северной Каролины, Йельском университете и в Дартмутском колледже.
Л. Зокс неоднократно выставлялся в персональных и групповых экспозициях в Музее современного искусства (Нью-Йорк), музее американского искусства Уитни (Нью-Йорк), галерее Олбрайт-Нокс (Буффало), Музее изящных искусств (Бостон), Институте искусств (Чикаго), Музее современных искусств Соломона Гуггенхайма (Нью-Йорк).
Художник скончался от рака в возрасте 69 лет.